# Alassane N'Dour
Alassane Gaye Magaye N'Dour (12 dicembre 1981) è un ex calciatore senegalese, di ruolo difensore.

## Carriera
Ha partecipato con la Nazionale senegalese ai Mondiali 2002.